# Пац, Иероним Доминик
 Иероним Доминик Пац (ок. 1620—1662) — литовский магнат, представитель аристократического рода Великого княжества Литовского.

## Биография
Происходил из литовского магнатского рода Пацов герба «Гоздава». Сын воеводы трокского Петра Паца (ок. 1570—1642) от второго брака с Эльжбетой Шемет (ум. 1652). Братья — подкоморий великий литовский Феликс Ян, обозный великий литовский Бонифаций Теофил, гетман великий литовский Михаил Казимир и епископ жемайтский Казимир.
Владел имениями в Ошмянском повете и в Жемайтии.
В 1661 году во время русско-польской войны (1654—1667) Иероним Доминик Пац попал в русский плен и был насильно вывезен вглубь Московского государства. В следующем 1662 году был освобожден из плена, но скончался по дороге домой.
Был женат на Анне Войне (ум. после 1669), от брака с которой имел трёх сыновей и двух дочерей:
- Пётр Михаил Пац (ок. 1645—1696), хорунжий и маршалок браславский, генеральный староста жемайтский (1684)
- Ян Казимир Пац (ок. 1650—1696/1697), маршалок браславский (1684), хорунжий надворный литовский (1687)
- Казимир Михаил Пац (ок. 1655—1719), рыцарь Мальтийского ордена, командор на Познани (1685) и Столовичах (1688), писарь великий литовский (1683—1710), маршалок надворный литовский (1708—1709)
- Катаржина Пац, жена подкомория ошмянского Романа Даниловича
- Анна Пац, жена судьи земского полоцкого Траяна Юзефа Пакоша